# سرطانة المبيض ذات الخلايا الصافية

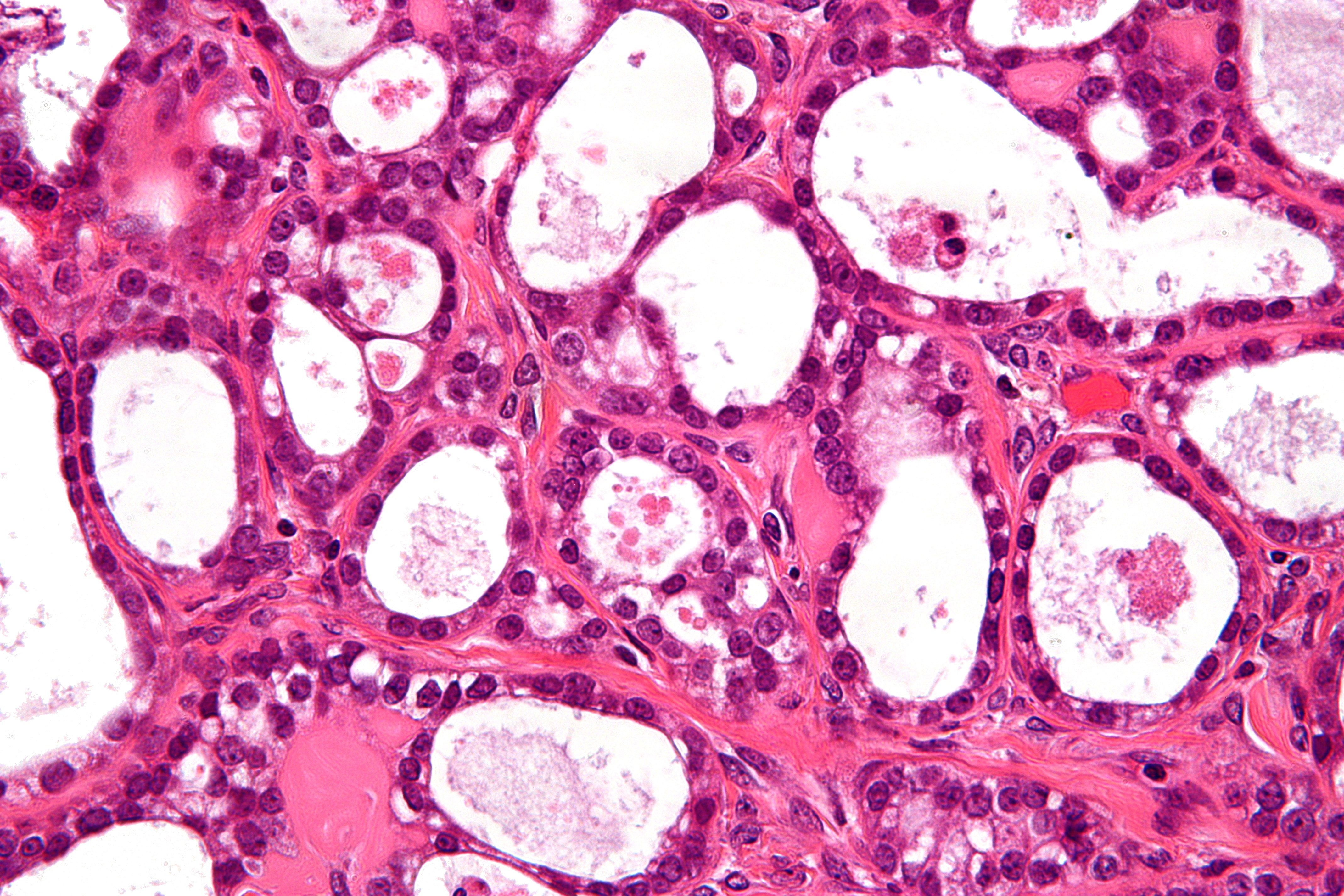
صورة مجهرية لسرطانة المبيض ذات الخلايا الصافية بصبغة الهيماتوكسيلين والأيوزين

سرطانة المبيض ذات الخلايا الصافية (بالإنجليزية: Clear-cell ovarian carcinoma) هي أحد الأنواع الفرعية العديدة لسرطان المبيض. تعتبر الخلية الصافية نوعًا فرعيًا من سرطان المبيض الظهاري على عكس السرطانات غير الظهارية. وفقًا للأبحاث، تبدأ معظم سرطانات المبيض في الطبقة الظهارية المتمثلة ببطانة المبيض. تقدر نسبة سرطانة المبيض ذات الخلايا الصافية ضمن هذه المجموعة الظهارية بنحو 5-10%.
صنفت منظمة الصحة العالمية سرطانة المبيض ذات الخلايا الصافية على أنها فئة منفصلة من سرطان المبيض عام 1973. يختلف معدل حدوثها باختلاف المجموعات العرقية. تظهر التقارير الواردة من الولايات المتحدة أن أعلى المعدلات سُجلت بين الآسيويين بنسبة 11.1% مقابل نسبة 4.8% لدى البيض و3.1 لدى العرق الأسود. تتوافق هذه الأرقام مع النتائج التي أظهرت ندرة سرطانات الخلايا الصافية في الدول الغربية، وشيوعها في أجزاء من آسيا.

## خلفية عامة
يتواجد نوعان فرعيان من سرطان المبيض، وهما الظهاري وغير الظهاري. تنتمي سرطانة المبيض ذات الخلايا الصافية إلى النوع الظهاري. تشمل الأنواع الفرعية الرئيسية الأخرى ضمن هذه المجموعة السرطان المصلي عالي الدرجة والسرطان الشبيه ببطانة الرحم والسرطان المخاطي والسرطان المصلي منخفض الدرجة. يعد النوع المصلي الشكل الأكثر شيوعًا لأورام المبيض الظهارية. تنتمي الخلية السدوية النخاعية والخلية الجنسية إلى الفئة غير الظهارية وهما أقل شيوعًا.

## البنية والوظيفة
تحدث سرطانة المبيض ذات الخلايا الصافية أغلب الأحيان على شكل كتلة في الحوض ونادرًا ما تكون ثنائية الجانب. تحتوي الخلايا عادةً على الغليكوجين مع سيتوبلازما صافية كبيرة. تترافق أيضًا بانتباذ بطانة الرحم، وهو مرض يحدث فيه نمو شاذ للأنسجة الرحمية خارج الرحم. تنشأ الخلايا السرطانية بطريقة متدرجة من الأورام الليفية الغدية التي تعتبر كيسات حميدة في بطانة الرحم. يمتلك المصابون أيضًا طفرات جينية جزيئية في كل من بروتيني ARID1A وPIK3CA، على غرار سرطانات المبيض الظهارية الأخرى. تتضمن طفرات بروتين ARID1A عادةً متماثل الفوسفاتاز والتنسين (بّي تي إي إن) الذي يُفترض أنه يساهم في تكوّن أورام الخلايا الصافية. لكن، تظهر الأبحاث أيضًا أن تعطيل ARID1A وحده لا يؤدي إلى بدء الورم. مع ذلك، نادرًا ما تحمل أورام الخلايا الصافية طفرات p53 أو BRCA1 أو BRCA2. بالإضافة إلى ذلك، تكون الأورام سلبية لمستقبلات هرموني الاستروجين والبروجسترون والجين المثبط لورم ويلم 1. اقترحت الدراسات أيضًا أن الخلايا الصافية قد تحدث مع مضاعفات الانسداد التجلطي وفرط كالسيوم الدم. أُبلغ عن أن انتكاس الخلايا السرطانية يشمل العقد الليمفاوية والأعضاء البرانشيمية.
ما زالت الدراسات جارية للبحث عن طرق من أجل فهم تطور ورم الخلايا الصافية. يمثل التضخيم والإفراط في التعبير عن CCNE1 الآلية المقترحة ويعتقد أنه يعزز السلوك العدواني للورم. بالإضافة إلى ذلك، تبدي الأورام سلبية لمستقبلات هرموني الاستروجين والبروجسترون والجين المثبط لورم ويلم 1. يشفر الجين CCNE1 بروتين السايكلين إي 1 الذي يتراكم عند نقطة انتقال الطور جي 1 إس في دورة الخلية. قد يكون اكتشاف تطور الورم السرطاني أمرًا صعبًا بالنسبة لأخصائيي علم الأمراض. تظهر بعض الأورام في المبيض، في حين ينتشر بعضها الآخر على البطانة الخارجية للمبيض وأعضاء أخرى مثل الرحم وقناة فالوب والغدد الليمفاوية.

## روابط خارجية
Clear Cell Carcinoma of Ovary نسخة محفوظة 30 أغسطس 2006 على موقع واي باك مشين. at مدرسة طب جامعة كونيتيكت